# Макс Гусарек фон Гейнлейн
Макс Гуссарек фон Гейнлейн (нім. Max Hussarek von Heinlein; *3 травня 1865, Пресбург, Австрійська імперія — †6 березня 1935, Відень, Австрія) — австро-угорський державний діяч, міністр-президент Цислейтанії (1918). Барон (з 1917).

## Життя і політична кар'єра
Гейнлейн походив із династії австрійських офіцерів і чиновників. Син фельдмаршал-лейтенанта Йоганна Ріттера Гусарека фон Гейнлейна (1819-1907). Навчався в Лемберзі, Германштадті, а потім у віденській гімназії «Терезіанум». З 1883 вивчав церковне право у Віденському університеті; в 1889 отримав вчений ступінь доктора юридичних наук. З 1888 працював практикантом у фінансовому відомстві Нижньої Австрії. У 1890-1892 проводив в «Терезіанумі» колоквіуми з церковно-правової тематики. Був наставником Аббаса Хільмі — майбутнього хедива Єгипту.
З 1892 він працював в міністерстві культури і освіти (Ministerium für Kultus und Unterricht) Цислейтанії і приват-доцентом, а з 1895 надзвичайних професором церковного права в університеті Відня. Засновник сучасної Віденської школи церковного права.
У 1911-1917 у складі трьох урядів займав пост міністра освіти.
У 1917 імператор Карл I удостоїв Гейнлейна титулу барона. З 25 липня по 27 жовтня 1918 займав пост міністр-президента Цислейтанії. Народи, що входили до складу імперії, прагнули до самостійності і Гейнлейн докладав зусилля для їх збереження у складі монархії. Автор Імператорського маніфесту від 16 жовтня 1918, який повинен був дати поштовх до перетворення Австрії в федерацію з широкою автономією для окремих націй. В умовах поразки у війні його зусилля не увінчалися успіхом.
Після закінчення Першої світової війни став ординарним професором в університеті Відня, знову присвятив себе церковному праву. Брав активну участь в роботі Австрійського Червоного Хреста.
Похований на Віденському центральному кладовищі.